# Korunková
Korunková – wieś (obec) na Słowacji położona w kraju preszowskim, w powiecie Stropkov. Pierwsze wzmianki o miejscowości pochodzą z roku 1408.
Według danych z dnia 31 grudnia 2012, wieś zamieszkiwało 81 osób, w tym 44 kobiety i 37 mężczyzn.
W 2001 roku rozkład populacji względem narodowości i przynależności etnicznej wyglądał następująco:
- Słowacy – 90,48%
- Czesi – 1,90%
- Rusini – 6,67%
- Ukraińcy – 0,95%

Ze względu na wyznawaną religię w 2001 we wsi mieszkało 0,95% katolików rzymskich oraz 99,05% grekokatolików.